# Pozdnjakovokulturen
Pozdnjakovokulturen är en bronsålderskultur vid Volgafloden, som dateras till 1500-1000 f.Kr., som utgick ur Volosovokulturen och var en av de kulturer som vid sidan av den gropkeramiska kulturen samt Balanovo- och Fatjanovokulturen gav upphov till bronsålderns textilkeramiska kultur. 
Pozdnjakovokulturens bärare anses ha talat finsk-ugriskt språk; det var mariernas och mordvinernas gemensamma kultur. 